# Johann Wilhelm Chryselius
Johann Wilhelm Chryselius (* 1744 in Dresden; † 12. Januar 1793 in Merseburg) war ein deutscher Baumeister und Architekt.

## Leben
Chryselius war Baumeister im Stift Merseburg und errichtete in dieser Funktion mehrere weltliche und Sakralbauten. Dazu gehören:
- 1776 Erweiterung und Neugestaltung der Kuranlagen in Lauchstädt
- 1778 neue Kirchturmhaube für die Kapelle in Knapendorf
- 1782 Zechsches Palais in Merseburg (Zuschreibung)

Daneben war er auch als Sachbuchautor tätig.

## Schriften
- Anweisung, holzersparende Oefen, Pfannen-, Brat-, Kessel- und Küchenfeuerungen nach richtigen Grundsätzen und Erfahrungen anzulegen, 1790

| Personendaten    | Personendaten                      |
| ---------------- | ---------------------------------- |
| NAME             | Chryselius, Johann Wilhelm         |
| KURZBESCHREIBUNG | deutscher Baumeister und Architekt |
| GEBURTSDATUM     | 1744                               |
| GEBURTSORT       | Dresden                            |
| STERBEDATUM      | 12. Januar 1793                    |
| STERBEORT        | Merseburg                          |